# Kim Joon-beom
Đây là một tên người Triều Tiên, họ là Kim.
Kim Joon-Beom (tiếng Hàn: 김준범; sinh ngày 23 tháng 6 năm 1986) là một cầu thủ bóng đá Hàn Quốc thi đấu ở vị trí tiền vệ cho Gangneung City cho mượn từ Gangwon FC ở K League.